# Heinkel P.1073
L'Heinkel P.1073 (He P.1073), noto anche come Strahljäger (caccia jet), è stato un caccia sviluppato per la Luftwaffe dalla società di produzione di velivoli Heinkel durante gli ultimi anni del Terzo Reich.

## Storia del progetto
Nel 1944 Heinkel sviluppò diversi progetti utilizzando in combinazione il motore Heinkel HeS 011 con il turboreattore BMW 003 a flusso assiale. Uno dei turboreattori era sistemato sulla parte superiore della fusoliera e l'altro in posizione ventrale. Il motore sotto la fusoliera era posto asimmetricamente per fornire spazio per il carrello. I disegni di questo aereo vennero utilizzati dalla Heinkel per sviluppare lo He 162 Volksjäger, dotato di un solo motore turbogetto e prodotto verso la fine del 1944.

## Varianti
Heinkel fornì venti varianti del progetto tra il 6 luglio e il 3 ottobre 1944. Tutte le varianti sarebbero state armate con due cannoncini MK 108 da 30 millimetri.

### P.1073 01 4
Questo era il disegno originale del progetto di caccia a reazione. Aveva coda a V e ali a freccia. Possedeva una struttura snella e portava un serbatoio di combustibile da 500 l su ogni ala.

### P.1073 01 8
Progetto per un ricognitore d'alta quota, era un aereo a reazione con motore leggermente asimmetrico come il modello precedente, ma con la cabina di pilotaggio situata all'estremità anteriore della fusoliera. Il progetto comprendeva una versione alternativa con ali a freccia negativa.

### He P. 1073 02
Una variante con ali a freccia negativa.